# Balustrade
 (décembre 2023).

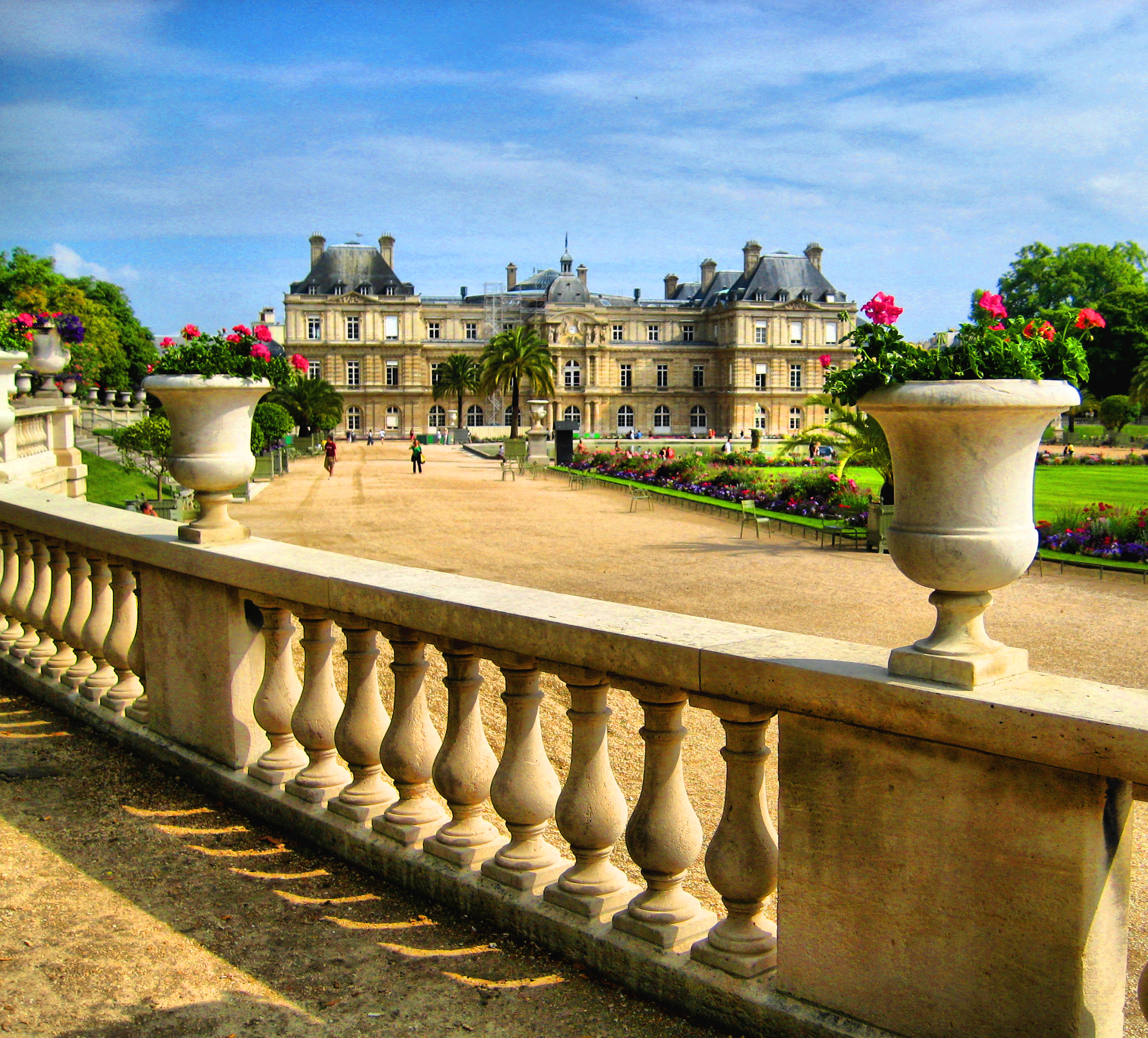
Balustrade au Jardin du Luxembourg à Paris.

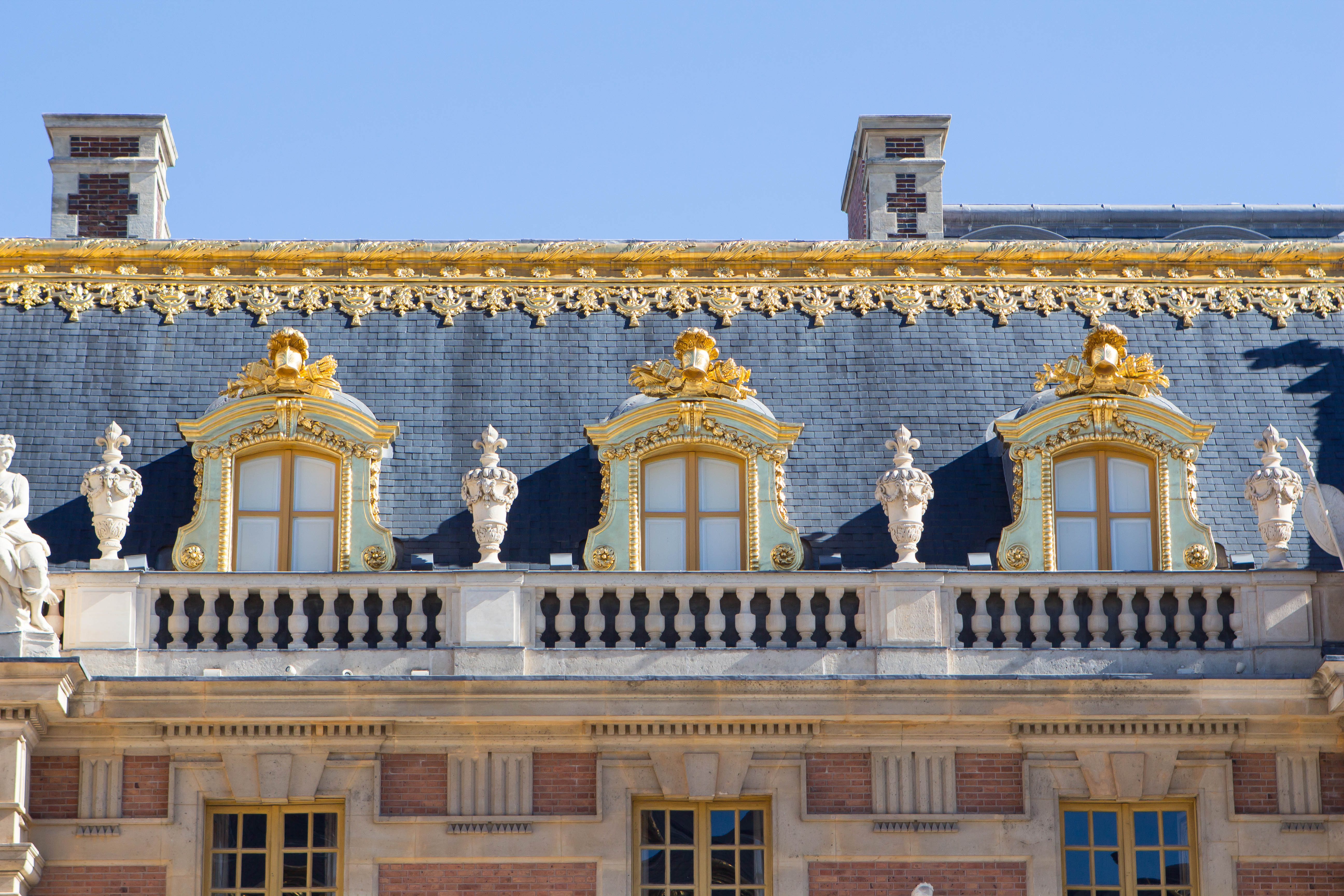
Balustrade couronnant la façade sur la cour de Marbre au château de Versailles.

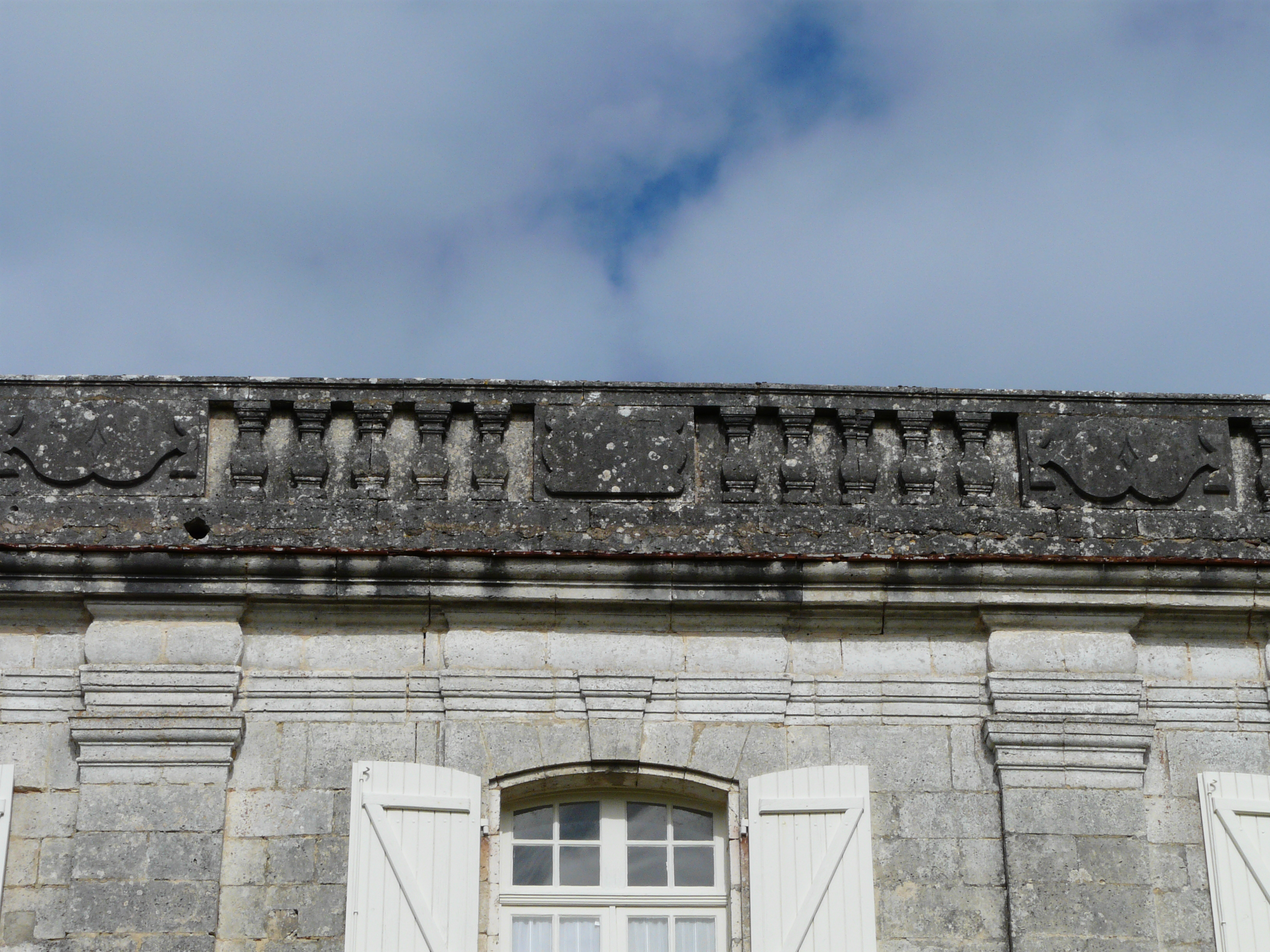
Balustrade aveugle au château de Marafy en Dordogne.

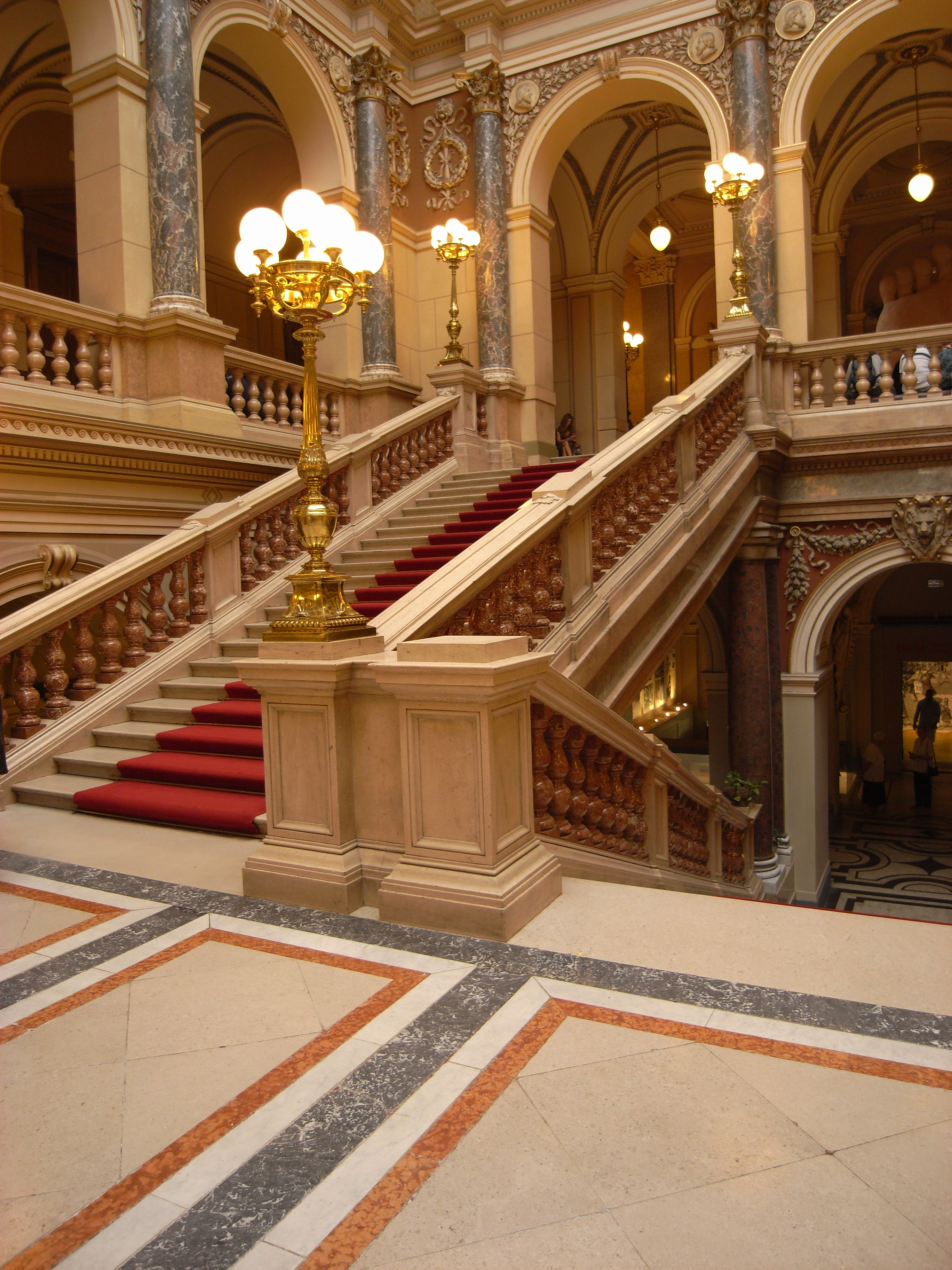
Balustrade d'escalier, droite et rampante à balustres droits, au musée national de Prague.

Une balustrade, dans le domaine des éléments d'architecture, est selon sa définition étymologique, une rangée de balustres fixés entre un socle et une tablette formant appui, et constituant un garde-corps ajouré, à vocation de sécurité et participant au style des constructions. Par extension, une balustrade désigne tout garde-corps à hauteur d'appui muni d'une tablette.

## Description

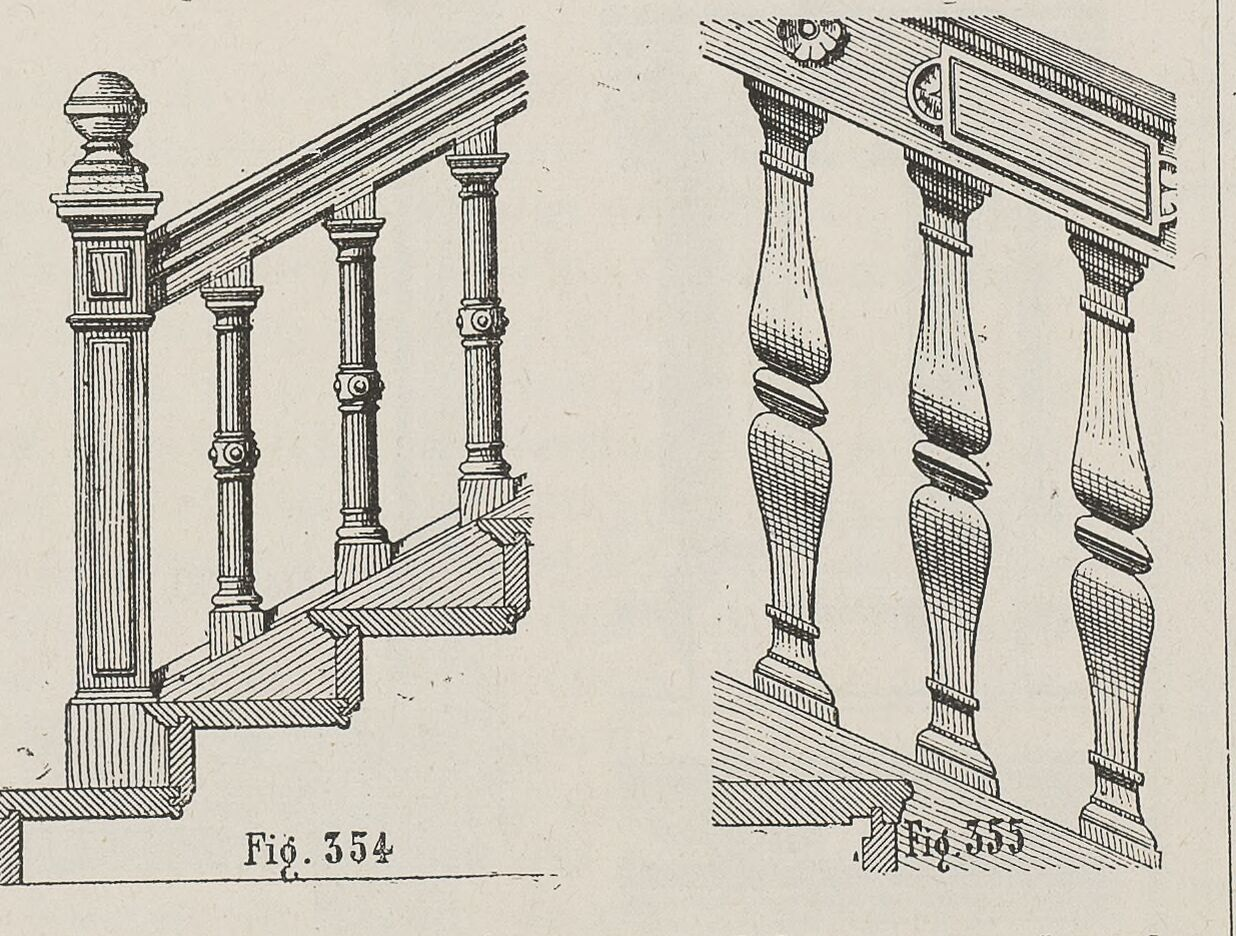
Balustres d'escalier, droits et rampants.

La balustrade constitue une barrière installée à hauteur d'appui souvent ajourée, faisant fonction de garde-corps, comme la balustrade d'un balcon, d'une passerelle (rambarde), d'une rampe d'escalier ou d'une barrière d'un pont (garde-fou, de parapet). Son but est donc de prévenir les chutes.
Elle n'a parfois qu'un rôle d'ornement, de décoration, comme en couronnement de façade. 
On distingue :
- les balustrades intérieures, destinées à garnir le devant des galeries, des tribunes ;
- les balustrades extérieures, disposées à l'extrémité des terrasses dallées des édifices ou sur les chéneaux des combles ;
- les balustrades pleines, formées d'un mur massif ;
- les balustrades ajourées, à jour ou à claire-voie, qui présentent des découpures évidées ;
- les balustrades feintes, aveugles ou aveuglées, lorsque ces mêmes découpures ne sont qu'appliquées sur un fond en maçonnerie ;
- les balustrades rampantes, contre un escalier dont elles constituent la rampe, et dont elles suivent l'angle par rapport à l'horizontale, généralement entre 30° et 35°. Les balustres eux-mêmes peuvent être, selon les cas, droits ou rampants.

Par extension et analogie, une balustrade désigne :
- une clôture ajourée ou non, à hauteur d'appui le long d'un escalier, d'une terrasse, d'un pont, etc. ;
- dans le domaine ferroviaire, le plancher où se tient le mécanicien à l'arrière de la locomotive, qui est garni des deux côtés d'une clôture, à hauteur d'appui, pour le garantir d'une chute ;
- dans le domaine de la marine, un garde-corps à jour placé à hauteur d'appui sur l'avant d'une dunette et aux fronteaux des gaillards ;
- une rampe[2].

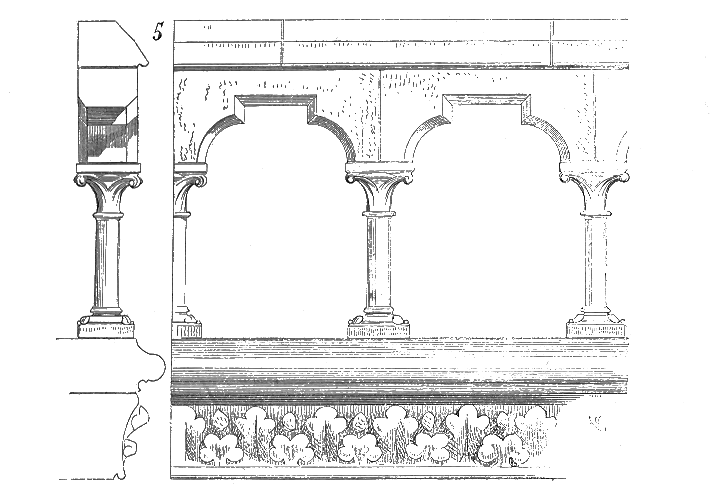
Balustrade de la cathédrale de Rouen, dessin d'Eugène Viollet-le-Duc.

D'abord construites en bois ou mur d'appui en pierre, les balustrades sont ensuite évidées sous forme d'arcatures surmontées d'une assise. Le style des balustrades est tributaire de la dureté de la pierre et des régions. On ajoute dès le XIIIe siècle des chéneaux pour faciliter l'écoulement des eaux de pluie vers des gargouilles.

## Histoire

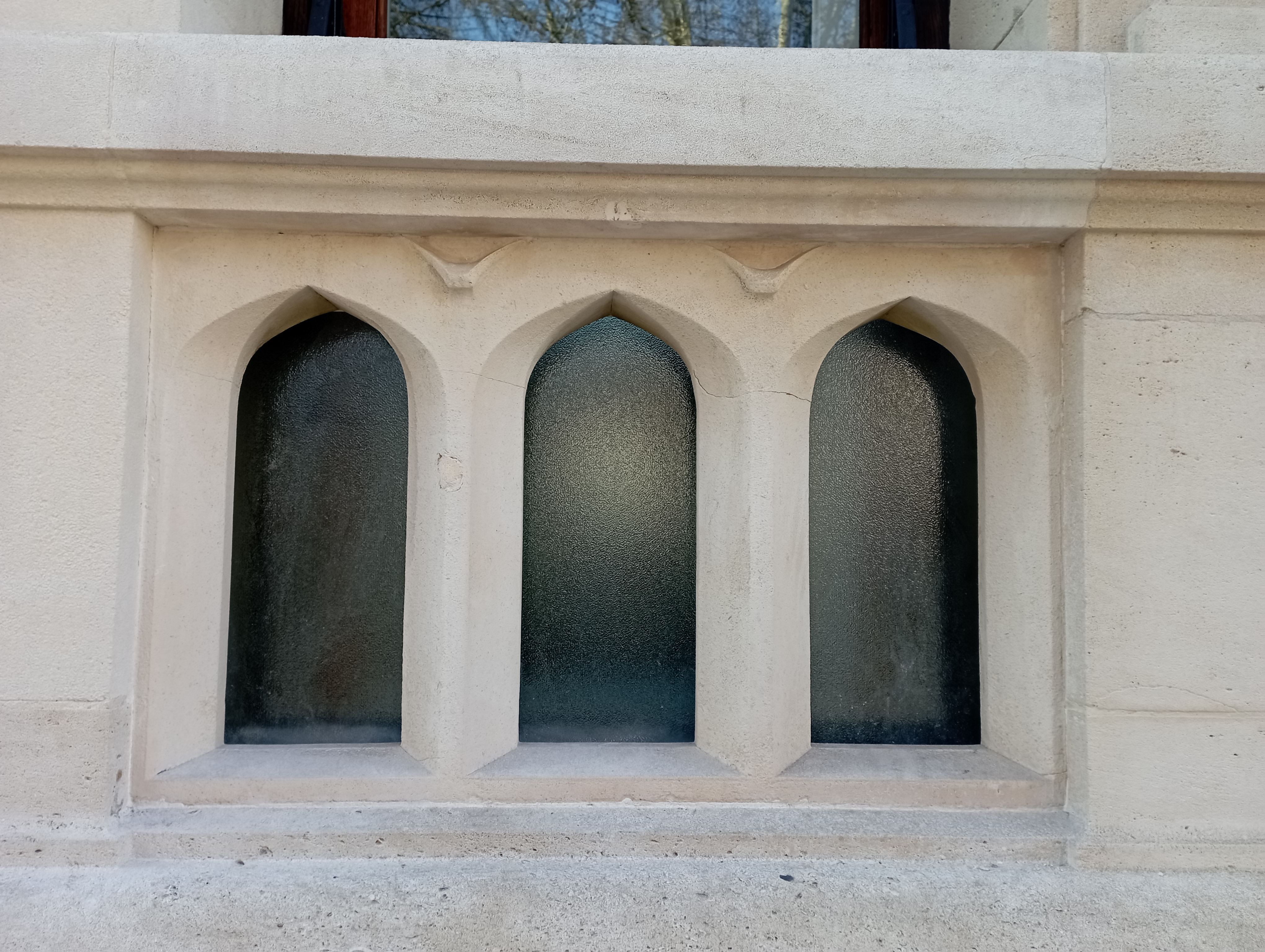
Balustrade en arcature en tiers-point de l'hôtel Frugès à Bordeaux.

La balustrade, élément majeur de l'architecture classique, était pourtant inconnue des Grecs et des Romains de l'Antiquité. En revanche, les formes balustres sont familières dans les pieds des chaises et des tables représentées dans les bas-reliefs romains. La balustrade, au sens large du terme, c'est-à-dire ne comportant pas nécessairement des balustres, fait son apparition sous sa forme pleine durant l'époque romane. Les balustrades ajourées naitront en même temps que le style gothique, en reprenant tout d'abord le motif des arcatures en tiers-point, avant de gagner progressivement en légèreté durant l'apogée du gothique au XIIIe siècle, par l'emploi de claires-voies composées de trèfles, de quatre-feuilles ou de triangles chevauchés. Cela fut permis par la taille de la balustrade dans un seul bloc de pierre. Au XVe siècle, alors que le style ogival était sur sa période de déclin, les sculpteurs surchargèrent les balustrades de profils et de combinaisons variés, usant du motif des crénelages, du losange ou du triangle, les décorant parfois d'armoiries. À la Renaissance, les sculpteurs employèrent d'abord des colonnettes inspirées des ordres classiques dans les balustrades, ce qui créait un effet ornemental un peu rébarbatif. L'ingéniosité des artistes de la Renaissance permit de remédier à ce problème en modifiant le profil des colonnettes ; en s'inspirant de la forme des flacons de verre, les sculpteurs italiens créèrent le balustre. L'historien de l'art Rudolf Wittkower, s'il reste prudent sur l'inventeur du balustre, constate que c'est l'architecte Giuliano da Sangallo qui l'utilise le plus systématiquement, notamment sur la terrasse et les escaliers de la villa des Médicis à Poggio a Caiano (vers 1480). Par la suite, Sangallo passe le motif à Bramante (au Tempietto, 1502), et à Michel-Ange. À travers eux, les balustrades gagneront une large place au XVIe siècle. 
À partir du XVIIe siècle et jusqu'au début du XIXe siècle, la balustrade devint un élément incontournable, notamment en France, de l'architecture classique puis néoclassique. Cela peut paraître contradictoire, étant donné que rien n'atteste de l'emploi de la balustrade (comportant des balustres) durant l'Antiquité romaine. De plus, les architectes classiques l'employèrent le plus souvent à des fins décoratives et non pratiques en plaçant des balustrades à des endroits où le besoin d'une barrière ne se faisait pas sentir. 

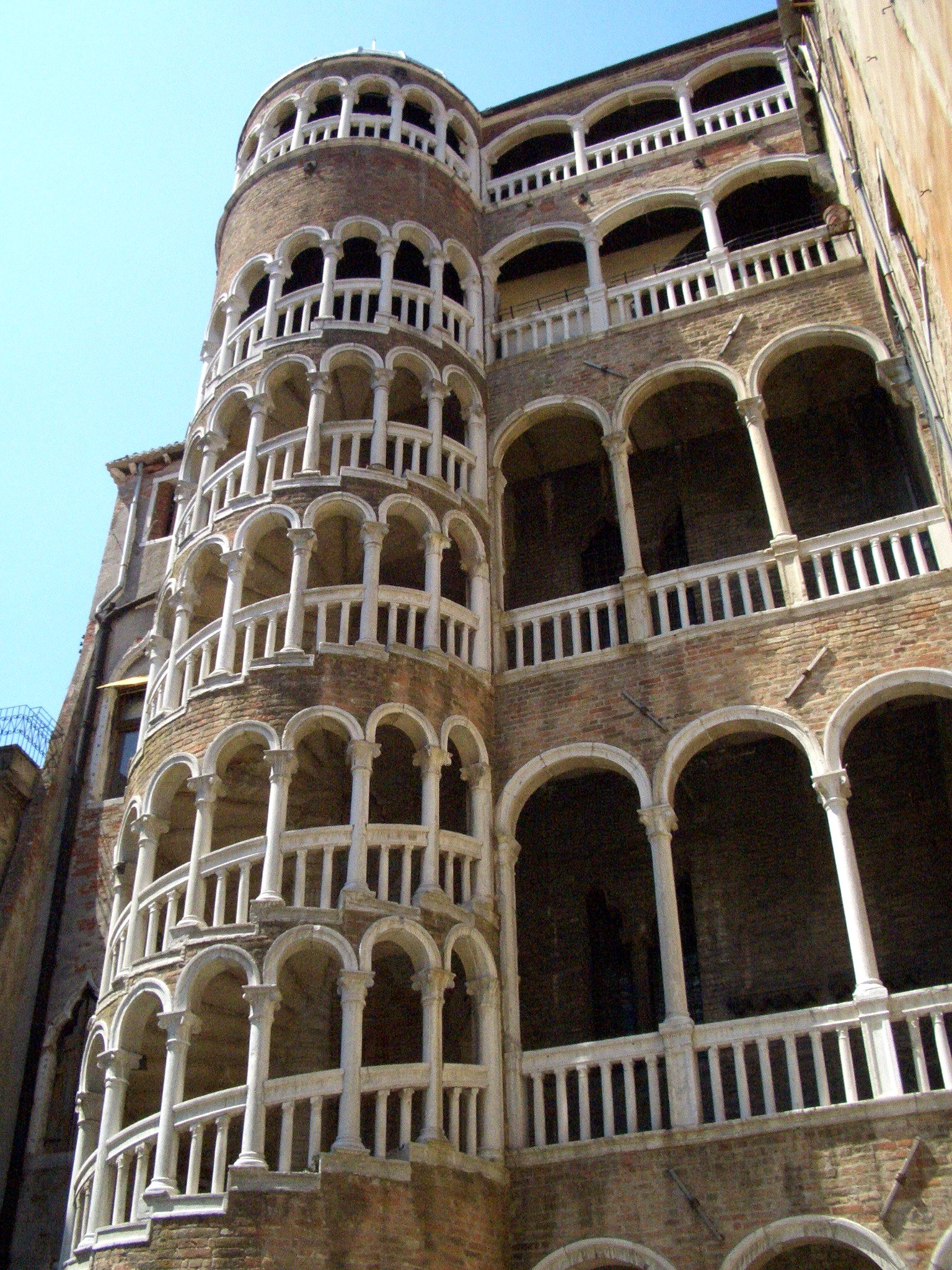
Palais Contarini del Bovolo (15e siècle), à Venise.
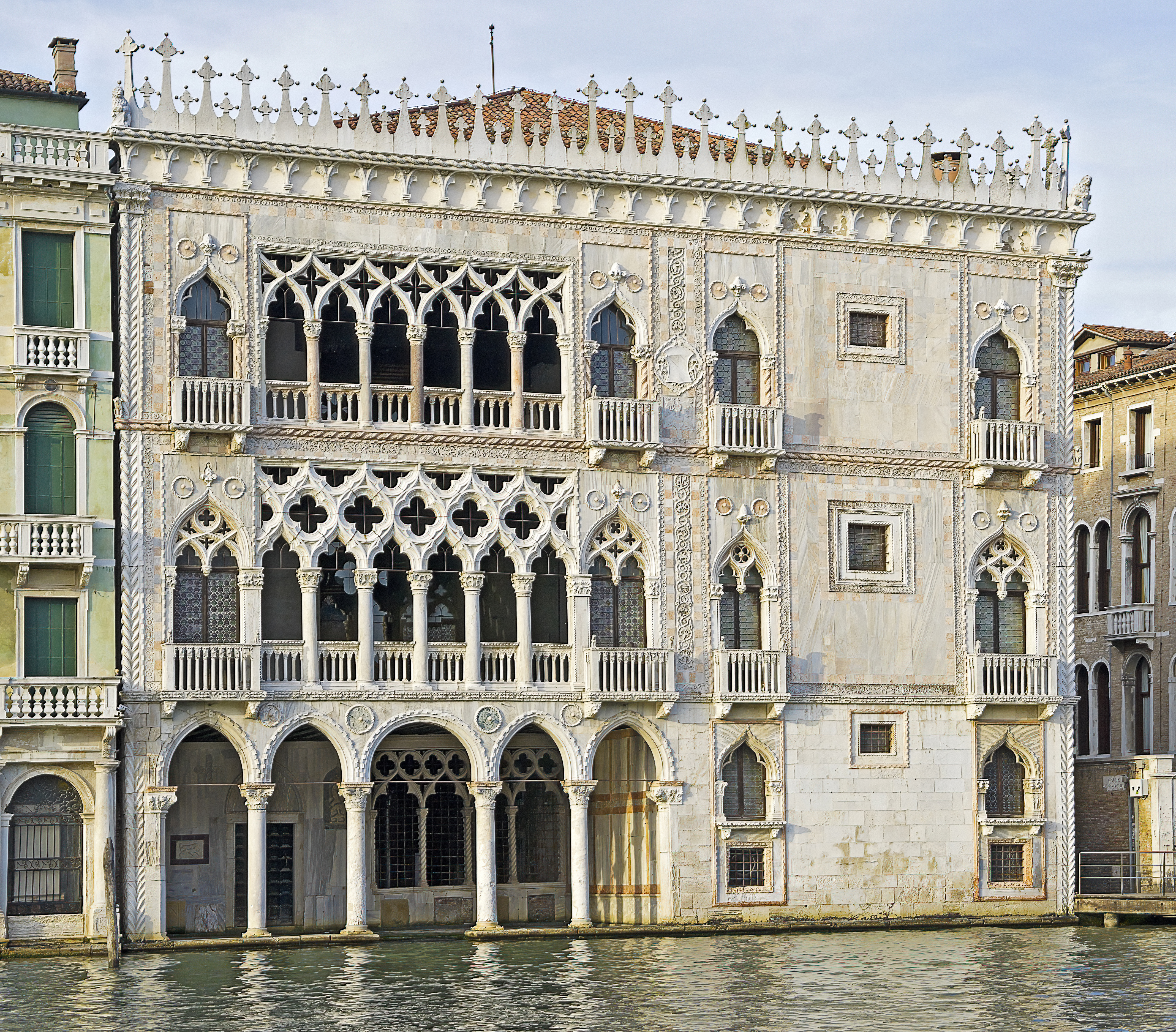
Ca' d'Oro (1421-1434), à Venise.

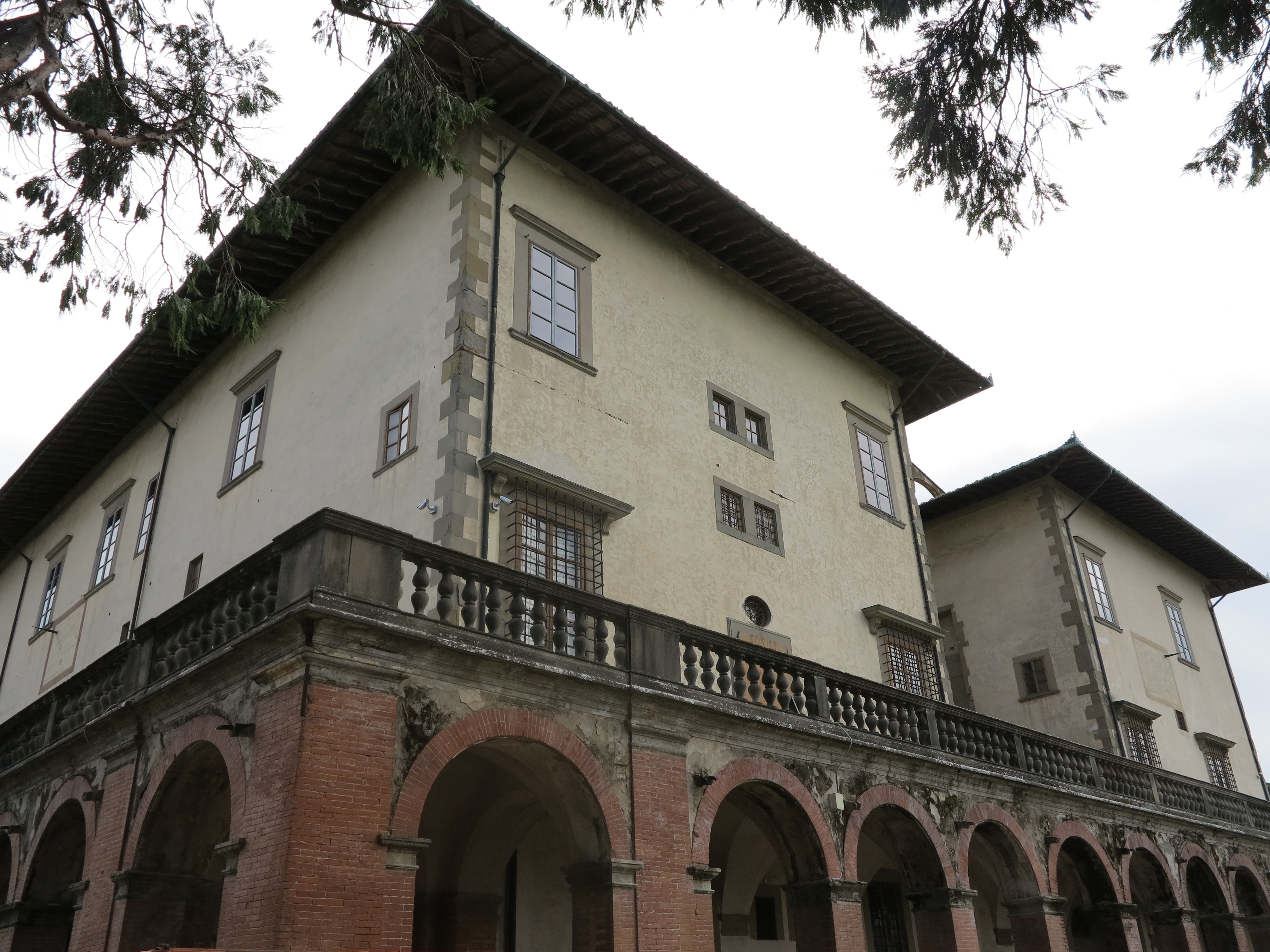
Villa médicéenne de Poggio a Caiano (xve siècle).
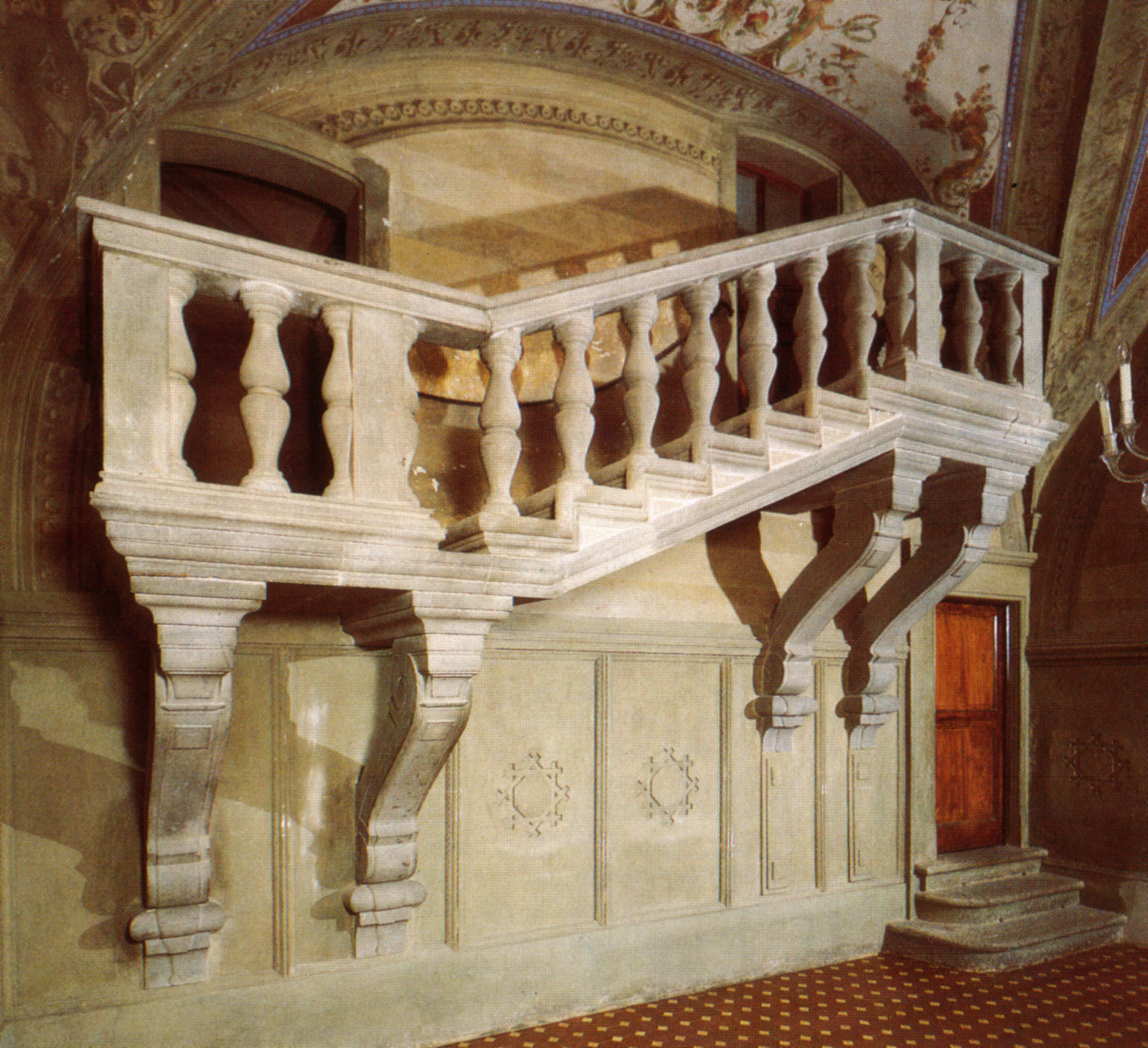
Villa médicéenne de Poggio a Caiano (xve siècle).
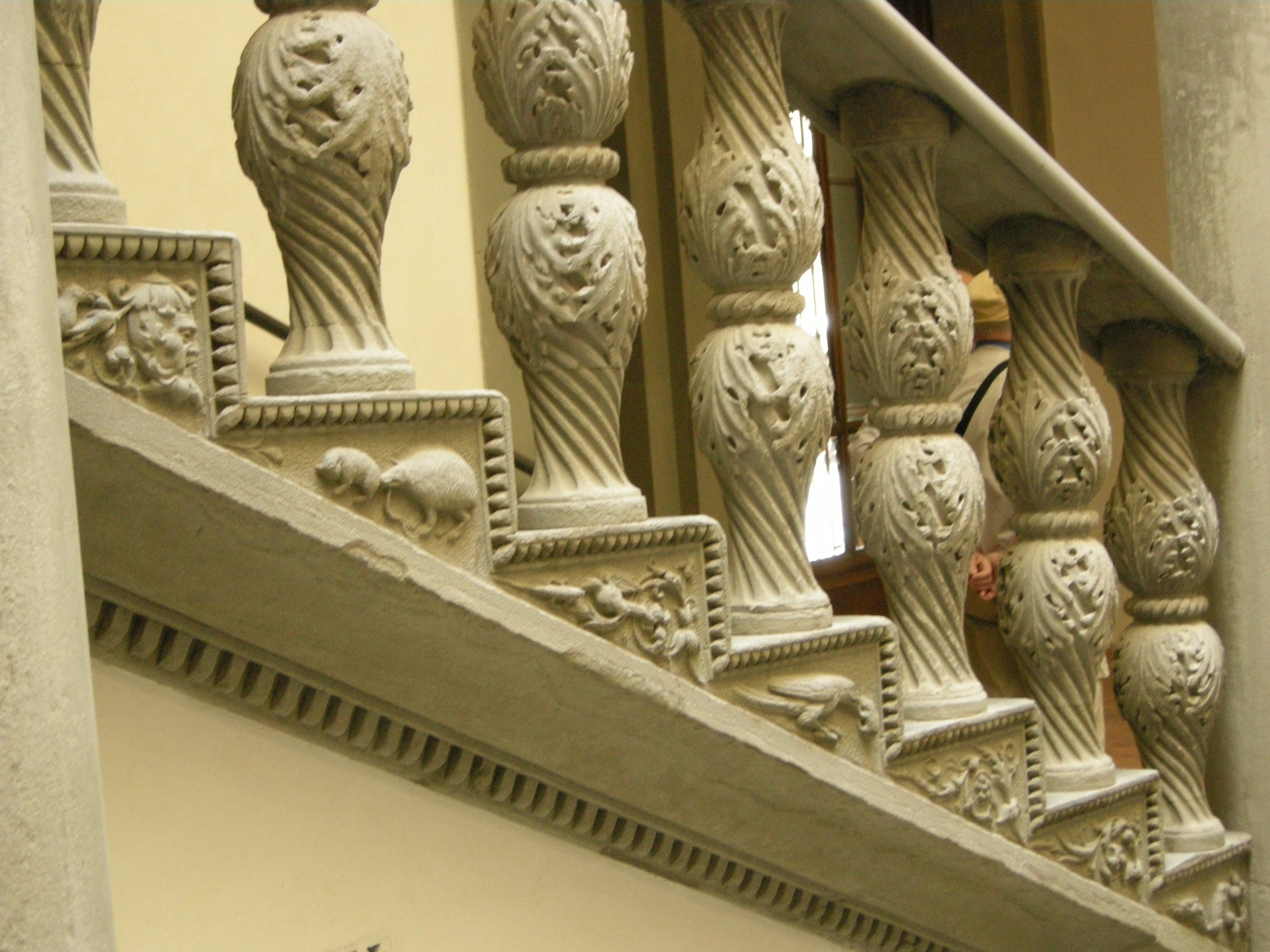
Balustres du Palais Gondi.
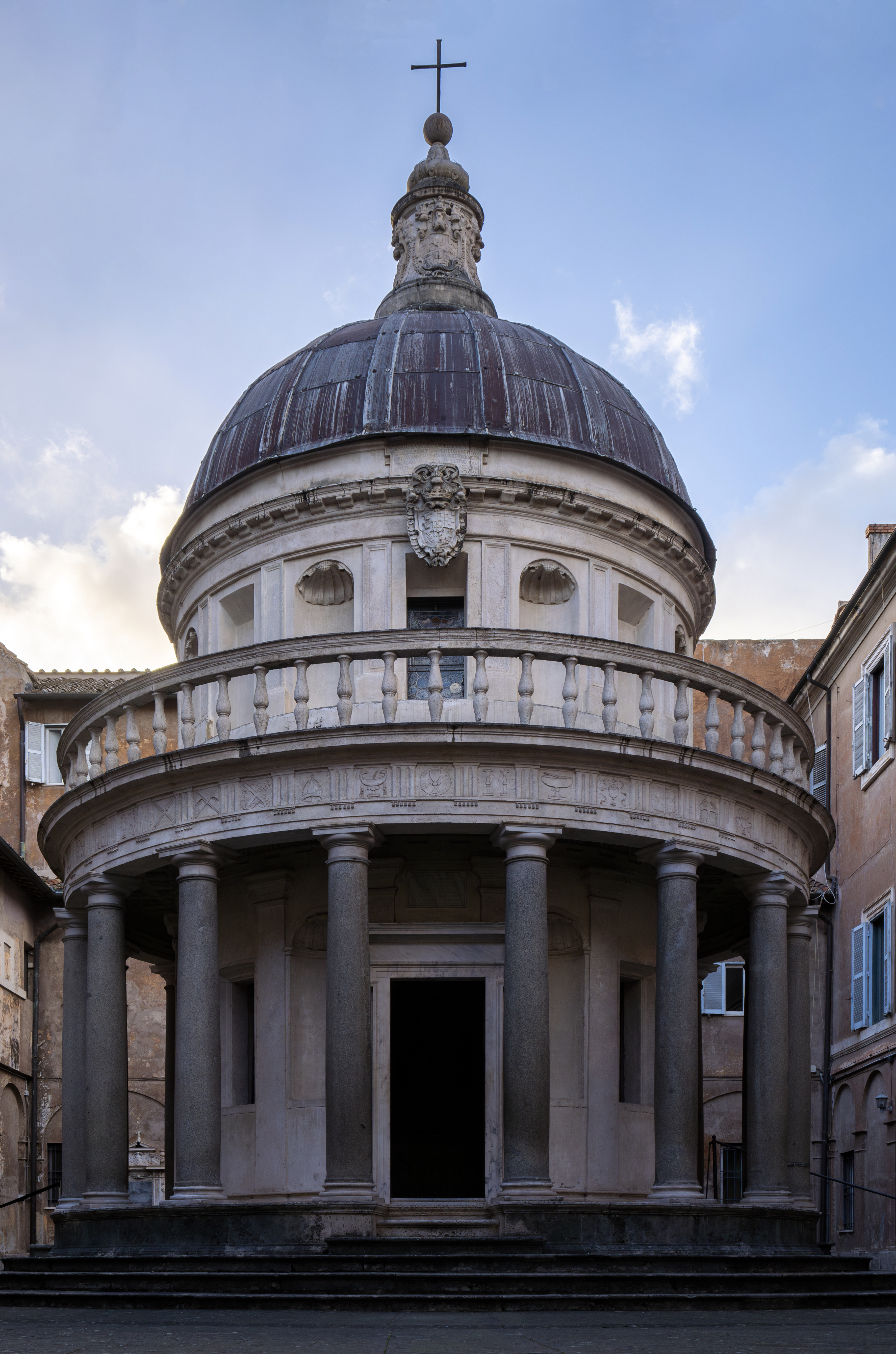
Le Tempietto de Bramante (1502).
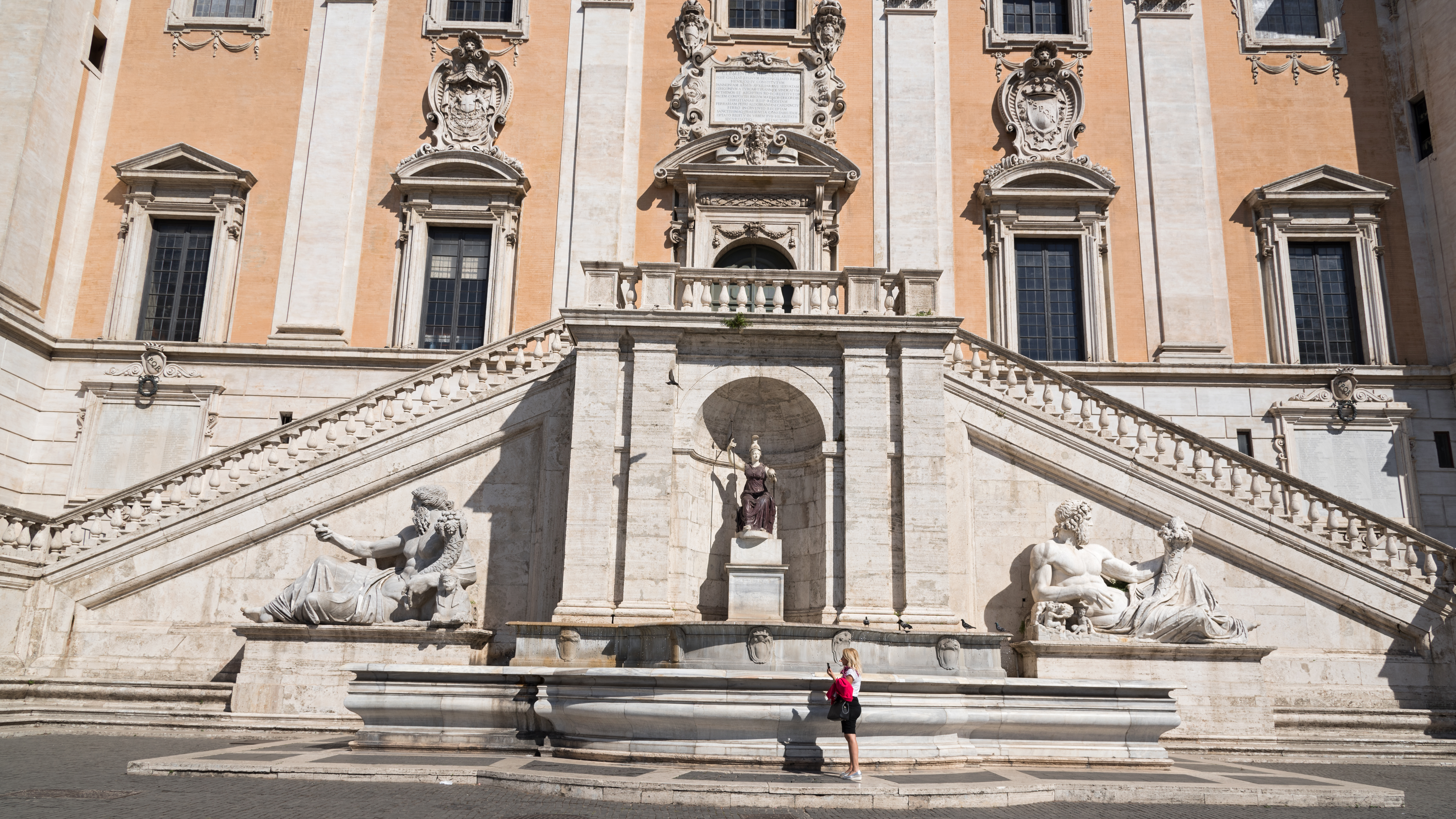
Palais sénatorial par Michel-Ange.